# Брауэр, Макс Юлиус Фридрих

## Биография
Макс Юлиус Фридрих Брауэр (нем. Max Julius Friedrich Brauer; 3 сентября 1887, Оттензен (ныне в составе Гамбурга), Германия — 2 февраля 1973, Гамбург, ФРГ) — немецкий политик, социал-демократ, бургомистр Альтоны в 1924—1933 годах.
Был восьмым из тринадцати детей. Его политическая карьера началась в 1902 году, когда он выучился профессии стеклодува, вступил в профсоюз, а потом в социал-демократическую партию. С приходом нацистов к власти эмигрировал в США. В 1946 году вернулся в Германию и в 1947 году был избран первым бургомистром Гамбурга после Второй мировой войны (1939-1945). Занимал этот пост до 1953 года и впоследствии повторно в 1957—1960 годах. Депутат бундестага в 1960—1965 годах.

## Дополнительная информация
Макс Брауер — достопримечательности Гамбургa. Статья